# Muscle vaste intermédiaire
Le muscle vaste intermédiaire (en latin : Musculus vastus intermedius) ou muscle crural est un muscle du membre inférieur. Il est situé dans la loge fémorale antérieure. C'est un des quatre chefs musculaires du muscle quadriceps fémoral.

## Description
Le muscle vaste intermédiaire est un muscle épais et volumineux qui relie le fémur au tibia par l'intermédiaire de la patella et du tendon quadricipital.C'est le chef profond du muscle quadriceps fémoral. Il est situé sous le muscle droit fémoral et entre les muscles vastes latéral et médial.

## Origine
Le muscle vaste intermédiaire se fixe sur les deux tiers supérieurs des faces antérieure et latérale du fémur

## Trajet
Le muscle vaste intermédiaire descend entre les muscles vastes latéral et médial jusqu'à la patella.

## Terminaison
Le muscle vaste intermédiaire se termine en participant à la constitution du tendon quadricipital pour la partie qui s'insère sur la base et les bords latéral et médial de la patella.

## Innervation
Le muscle vaste intermédiaire est innervé par le rameau du muscle vaste intermédiaire du nerf fémoral.

## Action
Le muscle vaste intermédiaire est extenseur de la jambe sur la cuisse.

## Galerie

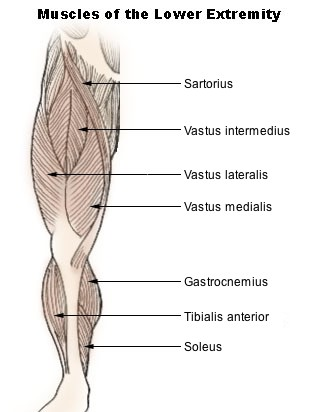
Situation du vaste intermédiaire (vastus intermedius)